# جین کارنهان
جین کارنهان (به انگلیسی: Jean Carnahan) (۲۰ دسامبر ۱۹۳۳ - ۳۰ ژانویهٔ ۲۰۲۴) سناتور سابق عضو حزب دموکرات ایالات متحده آمریکا بود. وی در سال ۲۰۰۱ تا ۲۰۰۲ میلادی سناتور ایالت میزوری در سنای ایالات متحده آمریکا بود.